# Otmar Črnilogar
Otmar Črnilogar, slovenski rimokatoliški duhovnik, filolog in prevajalec, profesor latinščine in grščine, * 15. november 1931, Šebrelje, † 27. april 1999, Podraga, pokopan v Šebreljah. 

## Življenje in delo
Prve razrede osnovne šole je obiskoval v Šebreljah. Šolanje je nadaljeval na škofijski gimnaziji v goriškem malem semenišču (1945-1947), eno leto je obiskoval nižjo gimnazijo v Idriji, maturiral pa leta 1951 na klasični gimnaziji v Pazinu v Istri. Od 1951-1957 je študiral na teološki fakulteti v Ljubljani, leta 1957 je bil posvečen. Leta 1964 je diplomiral na Filozofski fakulteti v Ljubljani in postal profesor grškega in latinskega jezika s književnostjo.
Od 1967 je bil župnik v Podragi, hkrati pa je med letoma 1959 in 1998 poučeval filozofijo in klasične jezike (latinščino in grščino) na Srednji verski šoli oz. Škofijski gimnaziji v Vipavi ter v letih 1978-1994 latinščino na TEOF v Ljubljani.  
Prevajal je odlomke dokumentov 2. vatikanskega cerkvenega zbora (Izjava o krščanski vzgoji, 1966) in berila za Molitveno bogoslužje (Patristične lekcije, 1976). Med letoma 1971-1975 je bil tajnik Celjske Mohorjeve družbe. Kot prevajalec iz grščine je sodeloval pri jubilejnem prevodu Nove zaveze, 1984, izdane ob 400-letnici Dalmatinove Biblije.Prevedel je več knjig Svetega pisma (slovenski standardni prevod, 1996); posebej pa sta pri založbi Ognjišče izšli knjigi Knjiga modrosti in Sirahova knjiga (1995).
Med letoma 1980 in 1995 je sodeloval pri prevajanju slovenskega standardnega prevoda Svetega pisma iz izvirnih jezikov. Prevod je izšel leta 1996, v njem pa je prevedel: del Pavlovih pisem, Prvo in Drugo pismi Korinčanom, t. i. pastoralna pisma: Prvo in Drugo pismo Timoteju, Pismo Titu in Pismo Hebrejcem. Med t .i. katoliškimi pismi pa so njegovi prevodi: Prvo in Drugo Petrovo pismo, Prvo, Drugo in Tretje Janezovo pismo ter Judovo pismo. Črnilogarjevi prevodi so v standardnem prevodu precej spremenjeni, saj so se prevajalci odločili za drugačen način prevajanja.
Je tudi avtor prvega dela Lingua latina v učbeniku Latinska vadnica (1985) in več osebnoizpovednih in filozofskih del. Leta 1994 je Celovška Mohorjeva družba izdala njegova premišljevanja Hvalite Gospoda, ker je dober, leta 1999, po njegovi smrti, pa so pri goriški Mohorjevi družbi izšla druga premišljevanja, Stati in obstati.

## Druge dejavnosti
Z alpinistom Antonom Sazonovim - Tonačem je zasnoval plezalno smer na Gradiško turo ter vodil in organiziral gradnjo (1969). Za zasluge pri postavitvi gradiške plezalne poti ga je Planinska zveza Slovenije istega leta odlikovala s srebrnim planinskim znakom.
Zlasti med letoma 1951-1957 se je ukvarjal s slikarstvom. Znanje si je pridobival pri akademskem slikarju Francetu Kralju. Leta 1960 je na leseno podlago naslikal oltarno sliko Marijinega vnebovzetja v cerkvi Marijinega vnebovzetja v Kanalu.
Od leta 2005 je v januarju organiziran romarski pohod v spomin nanj, imenovan Otmarjeva pot.